# Romeynshof (sneltramhalte)
Romeynshof is een sneltramhalte van de Rotterdamse metro in de Rotterdamse wijk Ommoord.
De halte ligt op de plaats van de voormalige Ommoordse busbaan, wordt bediend door metrolijn A en werd geopend op 28 mei 1983, toen het eerste sneltramtracé van de Rotterdamse metro in gebruik werd genomen. De halte ligt midden in een woonwijk en bestaat uit twee perrons van ongeveer 90 meter. Naast het station ligt een wijkgebouw waarin een bibliotheek en de bewonersorganisatie gevestigd is.
Er halteren alleen metro's met de eindbestemmingen Kralingse Zoom (alleen 's avonds & zaterdag- & zondagochtend vóór 10 uur), Schiedam Centrum en Binnenhof.
In 2005 werd halte Romeynshof gemoderniseerd en kreeg het de nieuwe huisstijl die op alle metrostations van de RET te zien is.
De halte is niet voorzien van tourniquets, omdat het een halte van het sneltramtraject is.
Er is duidelijk goed zicht op station Binnenhof, dit is op korte loopafstand. Weinig mensen nemen vanaf station Romeynshof de metro naar station Binnenhof.

## Foto's

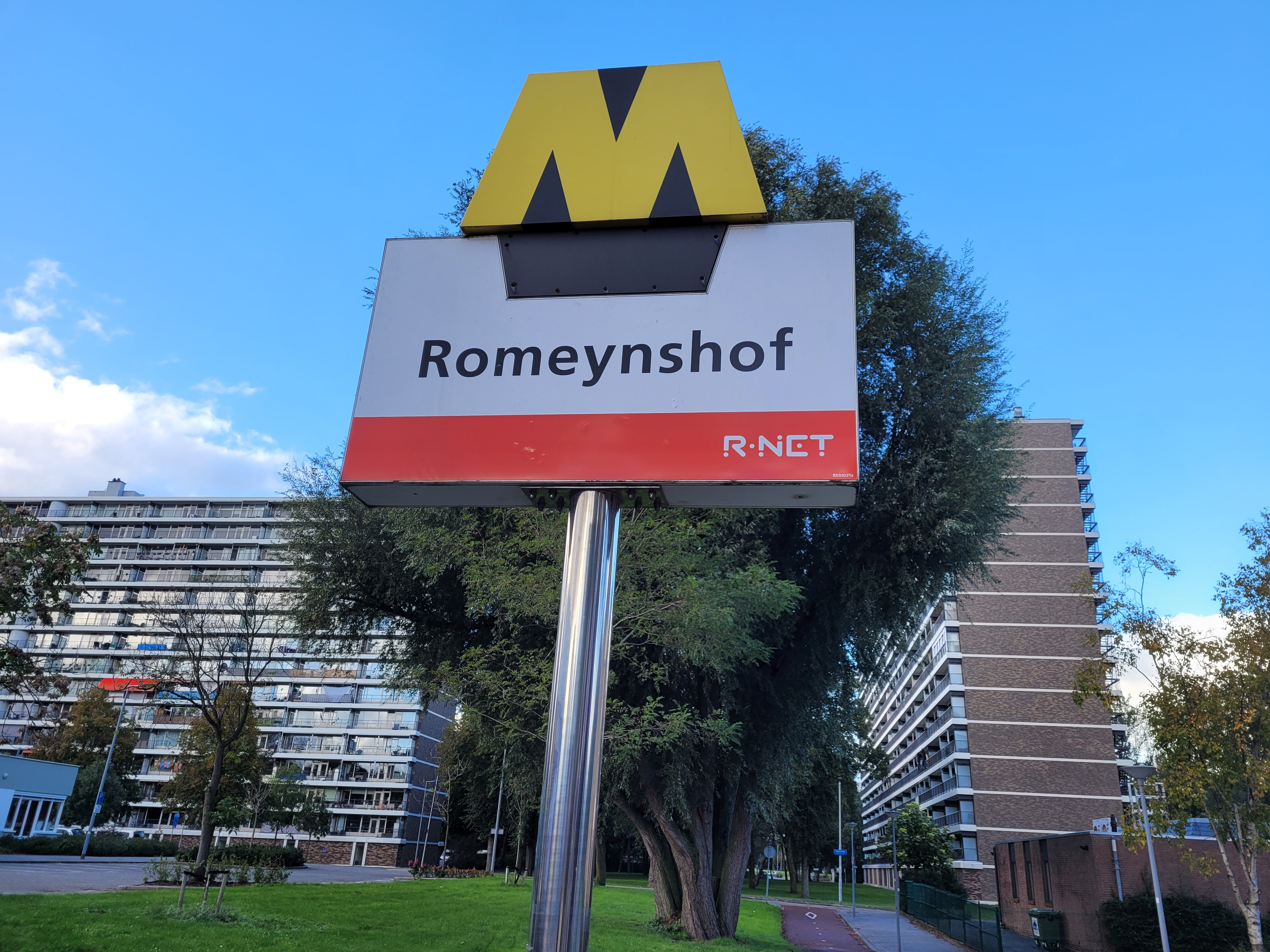
Naambord van Romeynshof
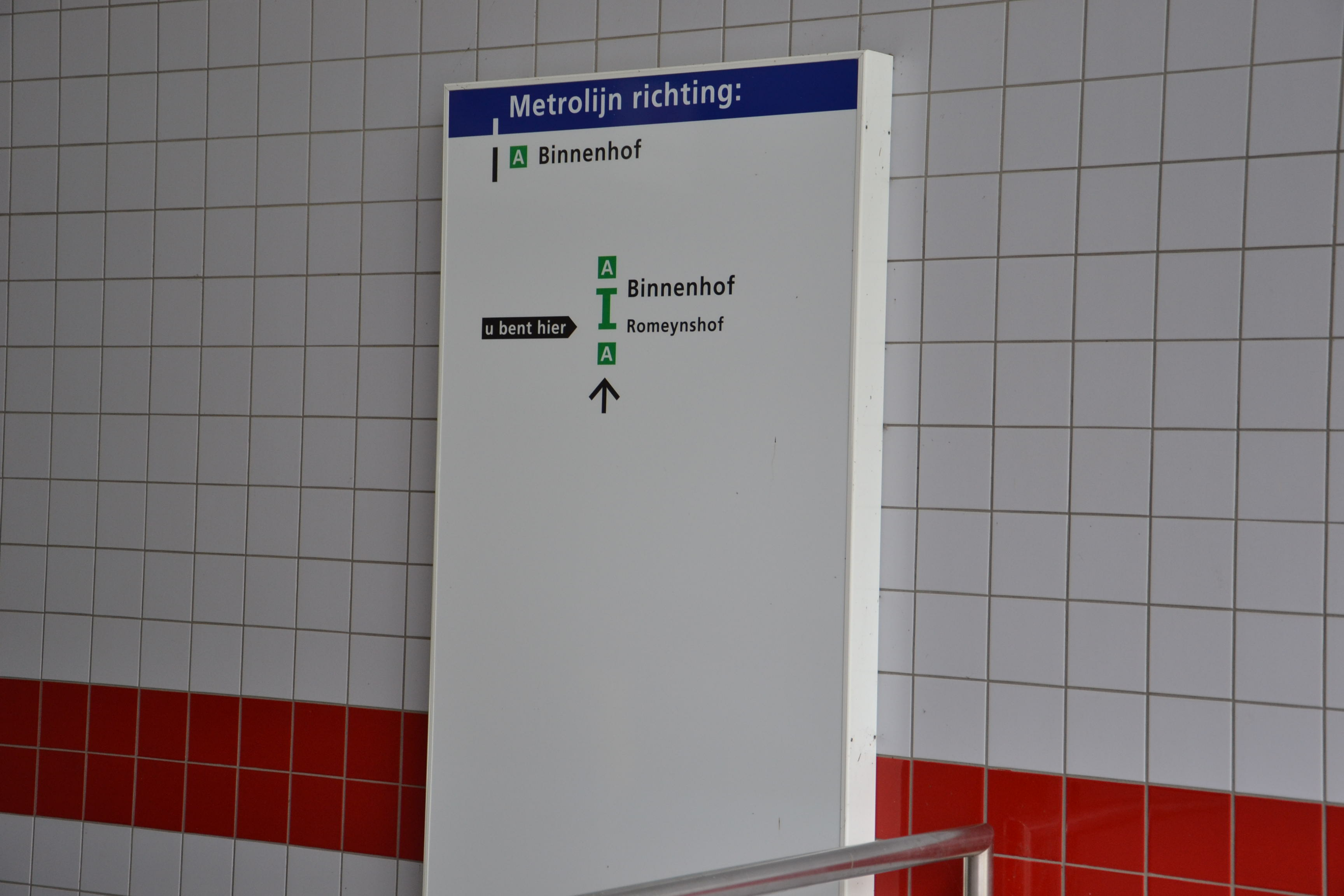
Een kort routebord

Binnenhof · Romeynshof · Graskruid · Alexander  · Oosterflank · Prinsenlaan · Schenkel · Capelsebrug · Kralingse Zoom · Voorschoterlaan · Gerdesiaweg · Oostplein · Blaak  · Beurs · Eendrachtsplein · Dijkzigt · Coolhaven · Delfshaven · Marconiplein · Schiedam Centrum 